# Pseudonemophas
Pseudonemophas is een kevergeslacht uit de familie van de boktorren (Cerambycidae). De wetenschappelijke naam van het geslacht werd voor het eerst geldig gepubliceerd in 1944 door Breuning.

## Soorten
Pseudonemophas omvat de volgende soorten:
- Pseudonemophas baluanus (Aurivillius, 1924)
- Pseudonemophas versteegii (Ritsema, 1881)